# Stilbohypoxylon quisquiliarum
Stilbohypoxylon quisquiliarum är en svampart som först beskrevs av Jean François Montagne, och fick sitt nu gällande namn av J.D. Rogers & Y.M. Ju 1997. Stilbohypoxylon quisquiliarum ingår i släktet Stilbohypoxylon och familjen kolkärnsvampar.  Utöver nominatformen finns också underarten microsporum.